# Nargaroth
I Nargaroth sono una one man band black metal originaria di Eilenburg, Germania, fondata nel 1996 da René Wagner, in arte Ash.

## Storia del gruppo
I Nargaroth vennero creati nel 1996 da Kanwulf, ma fu solo dopo due anni che venne pubblicato il loro primo demo, Orke, distribuito in 150 copie, contenente sette tracce interamente strumentali (a causa della mancanza di attrezzature per le parti vocali).
La band non produsse nulla per 3 anni e, in seguito al suicidio del migliore amico di Kanwulf (evento che lo scioccherà profondamente), a questi seguiranno altri 5 anni di silenzio.
I Nargoroth si reggono quasi interamente lungo la loro storia sulla figura di Kanwulf, che ne è chitarrista, bassista e cantante, mentre le parti di formazione mancanti dal vivo vengono coperte da strumentisti via via differenti lungo gli anni.
Dopo la pubblicazione del full-length Herbstleyd (1999), e il best-of Amarok (2000) viene inciso Black Metal Ist Krieg (A Dedication Monument) (2001). 
Il disco, pubblicato dalla No Colours, ottiene riconoscimento nella scena black metal mondiale, ed è considerato da più parti un lavoro di straordinario interesse. L'album è visto infatti come una sorta di tributo al black metal e alle sue manifestazioni più genuine, ricreando in alcune tracce le atmosfere degli album storici del genere. L'album contiene quattro cover e viene realizzato in versione CD e Digipack, con una versione in LP del  2003.
Successivamente, vengono pubblicati nell'ordine un EP, Rasluka Part II (2002), il full-length Geliebte des Regens (2003), il live album Crushing Some Belgian Scum, l'EP Rasluka Part I e nel 2004 il quarto full-length, Prosatanica Shooting Angels.
Nel 2007, Renè abbandona totalmente l'identità di Kanwulf, per adottare un soprannome che ormai sente più suo, quello di Ash. Ed è con questo nome e con un rinnovato spirito battagliero, che nello stesso anno pubblica il suo quinto album dal titolo Semper Fidelis, che si contraddistingue dal precedente per il cambiamento della chitarra. Il titolo è già un forte richiamo al passato del black metal, al quale Ash si sente sempre di più legato e rimpiange con disillusione gli anni in cui, a suo parere, il black era degno di essere definito tale. Infine, nel 2009 pubblica un full-length, Jahreszeiten, che si contraddistingue per un sound molto più pulito dei dischi precedenti. Il tema trattato nel disco sono le 4 stagioni e le relative implicazioni che hanno sull'anima di Ash. Nel 2011 pubblica il suo settimo album dal titolo Spectral Visions of Mental Warfare in cui il tema fondamentale riguarda la nascita filosofica e musicale del black metal nel Nord Europa nei primi anni '90.
Nel 2017 esce l'ottavo album all'attivo della band, Era of Threnody.

## Formazione

### Formazione attuale
Ash - (Rene Wagner) - chitarra, basso, voce, tastiere

#### Ex componenti
Charoon - chitarra
Erebor - batteria

## Album

### Album studio
- Herbstleyd - 1998
- Black Metal Ist Krieg (A Dedication Monument) - 2001
- Geliebte des Regens - 2003
- Prosatanica Shooting Angels - 2004
- Semper Fidelis - 2007
- Jahreszeiten - 2009
- Spectral Visions of Mental Warfare - 2011
- Era of Threnody - 2017

### EP
- Rasluka Part II - 2002
- Rasluka Part I - 2004

### Live album
- Crushing Some Belgian Scum - 2004
- Black Metal Manda Hijos de Puta - 2012

### Split album
- Black Metal Endsieg II - 2001

### Compilation
- Amarok - 2000
- Rasluka - 2011